# Terremoto de Papudo de 2008
El terremoto de Papudo de 2008 fue un movimiento telúrico registrado el jueves 18 de diciembre de 2008 a las 18:19 horas (hora local). Tuvo una magnitud de 6,2 grados en las escala de Richter y su epicentro se localizó al oeste del balneario de Papudo producto de la subducción de la placa de Nazca bajo la placa Sudamericana.
El temblor se dejó sentir desde La Serena a Talca sin provocar daños materiales ni víctimas. Un corte de electricidad afectó a la Región de Valparaíso, pero la energía fue repuesta rápidamente. 
Tras el sismo de mayor intensidad se produjeron más de 320 réplicas de hasta 5,9 grados.
Inicialmente el movimiento telúrico fue medido en 5,9 grados Richter, luego fue elevado a 6,2

## Intesidades
| Lugar           | Intensidad |
| --------------- | ---------- |
| Papudo          | VI         |
| La Ligua        | VI         |
| Gran Valparaíso | VI         |
| Melipilla       | V          |
| Santiago        | V          |
| Quillota        | V          |
| San Antonio     | V          |
| Rancagua        | V          |
| Pichilemu       | IV         |
| San Fernando    | IV         |
| Curicó          | IV         |
| Canela          | III        |
| Illapel         | III        |
| Salamanca       | III        |
| Talca           | III        |
| La Serena       | II         |
| Gran Chillán    | II         |